# Mörstadt
Mörstadt là một đô thị thuộc huyện Alzey-Worms, bang Rheinland-Pfalz, Đức. Đô thị này có diện tích 5,62 km².